# はやドキ!
『はやドキ!』（HAYADOKI）は、TBSテレビほかJNN系列局で2015年（平成27年）3月30日から2021年（令和3年）9月30日まで平日（月曜日から金曜日）の早朝に放送されていた情報番組。『あさチャン!』の前座番組にも当たる。

## 概要
『はやチャン!』の後継番組扱いとして、枠を1時間前倒し・拡大して開始。『はやチャン!』同様、5:30から放送される『あさチャン!』の前座番組の役割を担う。放送時間は、制作局のTBSでは『TBS NEWS』の放送枠を吸収して4:00からの90分番組となる一方、一部ネット局では編成の都合上、途中（ほとんどが5:00）から飛び乗りとなっている。放送時間拡大に伴い、前番組とは異なり出演者の『あさチャン!』との共有は解消されている（2020年1月からの篠原梨菜と2019年末までの龍崎孝を除く）。なお、番組開始当初はTBSアナウンサー主体のキャスティングであったが、女性出演者については数回の改編期を経て、徐々にフリーアナウンサーやタレント中心のキャスティングに変化しており、2018年春の改編をもって局アナが全員降板し、すべてフリーアナウンサーやタレントとなった。その後、2018年秋の改編から、入社1年目のアナウンサーが再びレギュラーに加わっている。
4時スタートの生放送情報番組の設定は日本テレビ（他一部系列局）の『Oha!4 NEWS LIVE』（CS・日テレNEWS24制作）、フジテレビ（他一部系列局）の『めざましテレビ アクア』に次ぎ3例目（4時台スタートとなるとテレビ朝日〈他一部系列局〉の『グッド!モーニング』に次ぎ4例目）。なお、2018年4月改編をもって、フジテレビが午前4時台の生放送情報番組から撤退したため、4時台前半に限れば日本テレビとTBSの2局のみが競合する格好となる（4時台後半は関東に限れば日本テレビ、テレビ朝日、NHK総合と競合）。
2019年4月1日（月曜日）放送分から、番組開始以来初めて、スタジオセットとタイトルロゴを一新。また、番組開始当初から単独でメインMCを務めてきた高野貴裕に代わって、山本匠晃と皆川玲奈（いずれもTBSアナウンサー）が共同でMCに起用された。なお、皆川は以前にもサブキャスターとして出演していた。
2020年1月6日（月曜日）放送分から、放送枠を25分繰り下げたことによって、放送時間を4:25 - 5:50に変更。
同日から5:25以降の時間帯は全局で放送したが、宮崎放送は金曜日のみ原則として非ネット。RSK山陽放送では同年6月30日放送分を最後に非ネットとなったが同年9月28日から再度ネットしている。
2020年3月30日（月曜日）放送分から、直後の時間帯に放送されていた『あさチャン!先出し』が廃枠となったため、放送枠を10分拡大。放送時間を4:25 - 6:00、山本匠晃の出演日を月 - 木曜日に変更する一方で、かつてサブキャスターを務めていた山形純菜（TBSアナウンサー）が金曜日のMCとして復帰した。金曜日では皆川もMCを続投したことから、当番組史上初めて、TBSの女性アナウンサーがコンビでMCを務めた。しかし、折しもこの時期は新型コロナウイルスの感染拡大が深刻化し始めていたため、TBSテレビの他の報道・情報各番組や他局の報道・情報番組と同様に出演者間の距離を取るソーシャルディスタンスが導入されたほか、政府による史上初の緊急事態宣言が発出された直後の同年4月13日からはMCを1人体制にして出演者も減らす措置が取られた。なお、MC1人体制はこのまま最終回まで続いた。
2020年9月28日（月曜日）放送分から、山本匠晃の出演日が月・火曜日、皆川の出演日が水 - 金曜日に変更。MCを務めていた山形が、サブキャスターに戻った。
2021年3月第1週から、女性キャスターの担当曜日を再び変更。MCの皆川が水・木曜日、サブキャスターの山形が月・火・金曜日（4月からは火・金曜日）を担当するようになった。皆川が『報道特集』（土曜日夕方の報道・ドキュメンタリー番組）のメインキャスターを兼務することに伴う措置で、山形は同年の4月改編から、土曜日の早朝にも『まるっと!サタデー』でMCを務めている（9月までは後続番組の『東京VICTORY』も掛け持ちで担当していた）。その後、同月29日（月曜日）放送分からは、在京テレビ各局の早朝の報道・情報番組の中で最も早く始まる番組になった。
2021年9月30日（木曜日）放送分で、『あさチャン!』と共に終了。当日のエンディングでは、この日のキャスター陣（皆川・篠原・上野愛奈・與猶茉穂〈気象予報士〉）が各々最後の挨拶を行い、ラストは全員で番組恒例の「はやドキ!ポーズ」（両手の指を全て丸めながらハートマークを作る仕草）を披露した後に、メインキャスターの皆川が「この後は最後の『あさチャン!』です」というフレーズで同番組につないだ。なお、篠原は直後の『あさチャン!』最終回にも途中からではあるが出演した。同年10月1日（金曜日）からは、当番組の放送枠の大半が『THE TIME’』（ザ・タイム ダッシュ＝4:30 - 5:20）と『THE TIME,』（ザ・タイム＝5:20 - 8:00）に充てられている（当番組における最終レギュラー出演者の処遇については後述）。

### 関東地区での世帯視聴率
「4時台」（4:00 - 5:00）については、2017年10月の時点で、『おはよう!時代劇』（テレビ朝日）『Oha!4 NEWS LIVE・第1部』（日本テレビ：日テレNEWS24制作分のサイマル放送）に次いで民放3位を記録していた。

## 番組終了時点での出演者
表記がない人物はTBSアナウンサー。
| 月曜日                       | 火曜日                       | 水曜日                 | 木曜日                       | 金曜日                       |
| メインキャスター（MC）       | メインキャスター（MC）       | メインキャスター（MC） | メインキャスター（MC）       | メインキャスター（MC）       |
| ---------------------------- | ---------------------------- | ---------------------- | ---------------------------- | ---------------------------- |
| 山本匠晃                     | 山本匠晃                     | 皆川玲奈               | 皆川玲奈                     | （不在）                     |
| サブキャスター               |                              |                        |                              |                              |
| 若林有子                     | 山形純菜                     | 山本里菜               | 篠原梨菜                     | 渡部峻                       |
| 山本里咲(フリーアナウンサー) | 中西悠理(フリーアナウンサー) | 若林有子               | 上野愛奈(フリーアナウンサー) | 金井憧れ(フリーアナウンサー) |
| （不在）                     | （不在）                     | （不在）               | （不在）                     | 山形純菜                     |
| 気象予報士                   |                              |                        |                              |                              |
| 久保井朝美                   | 久保井朝美                   | 池田沙耶香             | 池田沙耶香                   | 與猶茉穂                     |
| ナレーター                   |                              |                        |                              |                              |
| 宮脇美咲                     | （不在）                     | 佐藤愛可               | 宮脇美咲                     | 眞田佳織                     |
| 松永安奈                     | 松永安奈                     | （不在）               | 松永安奈                     | （不在）                     |

ナレーターは佐藤を除いて、生島企画室（TBS出身のフリーアナウンサー・生島ヒロシが会長を務めるプロダクション）に所属するフリーアナウンサー。最終レギュラー出演者のうち、篠原は当番組終了の翌日（2021年10月1日）以降も、『THE TIME'』『THE TIME,』共通の「ニュース班」（関東広域圏内からの生中継リポーター）として平日の早朝に登場している。皆川は同年10月7日から、『ひるおび!』木曜日のアシスタントを新たに担当。山本匠晃・若林・山本里菜・山形も、同番組のコーナープレゼンターへ異動している。なお、出演期間中は國學院大學の学生でもあった山本里咲は、卒業後の2023年にアナウンサーとして日本テレビ放送網へ入社。

## 歴代の出演者

### キャスター
- ○以外はTBSアナウンサー。

メインキャスター
| 期間      | 期間      | 月・火            | 水・木            | 金曜日            |
| --------- | --------- | ----------------- | ----------------- | ----------------- |
| 2015.3.30 | 2019.3.29 | 高野貴裕          | 高野貴裕          | 高野貴裕          |
| 2019.4.1  | 2020.3.27 | 山本匠晃 皆川玲奈 | 山本匠晃 皆川玲奈 | 山本匠晃 皆川玲奈 |
| 2020.3.30 | 2020.9.25 | 皆川玲奈 山本匠晃 | 皆川玲奈 山本匠晃 | 皆川玲奈 山形純菜 |
| 2020.9.28 | 2021.2.27 | 山本匠晃          | 皆川玲奈          | 皆川玲奈          |
| 2021.3.1  | 2021.9.30 | 山本匠晃          | 皆川玲奈          | （不在）          |

サブキャスター
| 2015.3.30 | 2015.9.25  | 小林由未子 皆川玲奈                                   | 小林由未子 皆川玲奈       | 林みなほ 笹川友里     | 林みなほ 笹川友里     | 林みなほ 笹川友里                           |
| 2015.9.28 | 2016.4.1   | 小林由未子 皆川玲奈                                   | 小林由未子 皆川玲奈       | 笹川友里 上村彩子     | 林みなほ 笹川友里     | 林みなほ 宇内梨沙                           |
| 2016.4.4 | 2016.9.30  | 小林由未子 上村彩子                                   | 小林由未子 上村彩子       | 林みなほ 上村彩子     | 林みなほ 笹川友里     | 林みなほ 笹川友里                           |
| 2016.10.3 | 2016.12.29 | 上村彩子 伊東楓 山本恵里伽                            | 小林由未子 上村彩子       | 小林由未子 笹川友里   | 林みなほ 笹川友里     | 林みなほ 伊東楓 日比麻音子                  |
| 2017.1.4 | 2017.3.31  | 上村彩子 山本恵里伽                                   | 上村彩子 伊東楓           | 小林由未子 山本恵里伽 | 笹川友里 日比麻音子   | 林みなほ 伊東楓                             |
| 2017.4.3 | 2017.9.29  | 山本恵里伽 ○小野寺結衣                                | 日比麻音子 ○小野寺結衣    | 上村彩子 ○伊藤京子    | 笹川友里 ○伊藤京子    | 伊東楓 ○堀口ミイナ                          |
| 2017.10.2 | 2017.12.29 | 山本恵里伽 山形純菜 ○小野寺結衣                       | 日比麻音子 ○小野寺結衣    | 上村彩子 ○伊藤京子    | 笹川友里 ○伊藤京子    | 伊東楓 山本里菜 ○堀口ミイナ                 |
| 2018.1.4 | 2018.3.30  | 山形純菜 ○小野寺結衣                                  | ○川又智菜美 ○小野寺結衣   | ○川又智菜美 ○伊藤京子 | ○川又智菜美 ○伊藤京子 | 山本里菜 ○堀口ミイナ                        |
| 2018.4.2 | 2018.9.28  | ○中西悠理 ○小野寺結衣                                 | ○中西悠理 ○小野寺結衣     | ○川又智菜美 ○伊藤京子 | ○川又智菜美 ○伊藤京子 | ○川又智菜美 ○堀口ミイナ                     |
| 2018.10.1 | 2019.3.29  | ○中西悠理 ○小野寺結衣 良原安美1 田村真子1 宇賀神メグ1 | ○中西悠理 ○小野寺結衣     | ○川又智菜美 ○伊藤京子 | ○川又智菜美 ○伊藤京子 | ○堀口ミイナ 良原安美1 田村真子1 宇賀神メグ1 |
| 2019.4.1 | 2019.9.27  | ○中西悠理 ○小野寺結衣                                 | ○中西悠理 ○小野寺結衣     | ○川又智菜美 田村真子  | ○川又智菜美 ○上野愛奈 | ○金井憧れ1 ○樺島彩1 宇賀神メグ              |
| 2019.9.30 | 2019.12.27 | 篠原梨菜 ○小野寺結衣                                  | 近藤夏子 渡部峻 ○中西悠理 | 宇賀神メグ ○樺島彩    | ○中西悠理 ○上野愛奈   | ○小野寺結衣 ○金井憧れ                       |
| 2020.1.6 | 2020.9.25  | 近藤夏子 ○小野寺結衣                                  | 近藤夏子 渡部峻 ○中西悠理 | 篠原梨菜 ○樺島彩      | ○中西悠理 ○上野愛奈   | ○小野寺結衣 ○金井憧れ                       |
| 2020.9.28 | 2020.12.25 | 山形純菜 ○小野寺結衣                                  | 山形純菜 ○中西悠理        | 山本里菜 ○樺島彩      | 篠原梨菜 ○上野愛奈    | 渡部峻 ○金井憧れ                            |
| 2021.1.4 | 2021.2.27  | 山形純菜 ○小野寺結衣                                  | 山形純菜 ○中西悠理        | 山本里菜 ○樺島彩      | 篠原梨菜 ○上野愛奈    | 渡部峻 ○樺島彩                              |
| 2021.3.1 | 2021.3.26  | 山形純菜 ○小野寺結衣                                  | 山形純菜 ○中西悠理        | 山本里菜 ○樺島彩      | 篠原梨菜 ○上野愛奈    | 山形純菜 渡部峻 ○樺島彩2                    |
| 2021.3.29 | 2021.9.30  | 若林有子 ○山本里咲                                    | 山形純菜 ○中西悠理        | 山本里菜 若林有子     | 篠原梨菜 ○上野愛奈    | 山形純菜 渡部峻 ○金井憧れ                   |
| - 1交代で担当 - 2金井憧れが2020年12月25日放送分をもって産休に入った為、2021年1月8日放送分から金曜日も兼任していた。 |            |                                                       |                           |                       |                       |                                             |

天気予報
| 期間      | 期間      | 月曜日      | 火曜日      | 水曜日      | 木曜日    | 金曜日    |
| --------- | --------- | ----------- | ----------- | ----------- | --------- | --------- |
| 2015.6.1  | 2015.10.2 | ○多胡安那   | ○河島未怜   | ○多胡安那   | ○河島未怜 | ○多胡安那 |
| 2015.10.5 | 2016.4.1  | ○ 福岡良子  | ○ 福岡良子  | ○多胡安那   | ○多胡安那 | ○多胡安那 |
| 2016.4.4  | 2020.3.27 | ○尾崎朋美   | ○尾崎朋美   | ○尾崎朋美   | ○尾崎朋美 | ○尾崎朋美 |
| 2020.3.30 | 2021.9.30 | ○久保井朝美 | ○久保井朝美 | ○池田沙耶香 | ○與猶茉穂 | ○與猶茉穂 |

### ニュース解説
| 2016.4.1      | 2016.9.30  | 柴田秀一 | 中村尚登 | 柴田秀一 | 龍崎孝 | 桶田敦                |
| 2016.10.3     | 2017.3.31  | 柴田秀一 | 中村尚登 | 柴田秀一 | 龍崎孝 | 龍崎孝                |
| 2017.4.3      | 2019.9.27  | 龍崎孝   | 中村尚登 | 柴田秀一 | 龍崎孝 | 斎藤泉                |
| 2019.9.30     | 2020.10.30 | 龍崎孝   | 中村尚登 | 柴田秀一 | 龍崎孝 | 岸田雪子1 大門小百合1 |
| - 1交代で担当 |            |          |          |          |        |                       |

### ナレーター
| 期間      | 期間       | 月曜日            | 火曜日   | 水曜日   | 木曜日            | 金曜日     |
| --------- | ---------- | ----------------- | -------- | -------- | ----------------- | ---------- |
| 2015.3.30 | 2015.9.25  | 藤田真奈美        | 南波糸江 | 水野悠希 | 水野悠希          | 南波糸江   |
| 2015.9.28 | 2016.3.25  | 水野悠希          | 水野悠希 | 近藤奈央 | 近藤奈央          | 西島まどか |
| 2016.3.28 | 2017.3.31  | 水野悠希          | 水野悠希 | 近藤奈央 | 近藤奈央          | 橋浦多美   |
| 2017.4.3  | 2018.3.30  | 水野悠希          | 水野悠希 | 眞田佳織 | 眞田佳織          | 橋浦多美   |
| 2018.4.2  | 2019.9.27  | 眞田佳織          | 眞田佳織 | 水野悠希 | 眞田佳織          | 橋浦多美   |
| 2019.9.30 | 2020.12.25 | 松永安奈          | 松永安奈 | 水野悠希 | 松永安奈          | 眞田佳織   |
| 2021.1.4  | 2021.4.2   | 松永安奈 宮脇美咲 | 松永安奈 | 水野悠希 | 松永安奈 宮脇美咲 | 眞田佳織   |
| 2021.4.5  | 2021.9.30  | 松永安奈 宮脇美咲 | 松永安奈 | 佐藤愛可 | 松永安奈 宮脇美咲 | 眞田佳織   |

## テーマ曲
- 2015年3月30日 - 2019年3月29日：『Jet Lag ft. Natasha Bedingfield』- Simple Plan
- 2019年4月1日 - 2020年3月27日：『Magnificent Time』- Travis
- 2020年3月30日 - 2021年3月26日：『裸足の妖精』- さかいゆう
- 2021年3月29日 - 2021年9月30日：『この朝を生きている』 - 眉村ちあき[16]

## 主なコーナー
（2019年8月時点）
ニュース
4:00すぎ、4:30、5:00、5:20に放送。前日からの主なニュースを伝える。
晴れドキ!予報
当日の天気予報を伝える。午前5時に気象庁から最新の予報が発表される関係で4時台と5時台の予報内容が異なる場合もある。
4時台は基本的に関東地方・山梨県・長野県・静岡県・東海3県の予報を1枚にまとめた（つまり、気象庁の地域区分としている「関東甲信」「東海」をすべて網羅している）画面を用いて（RKB毎日放送ネット日に限り、福岡県の予報をそれに加えて画面の片隅に表示）紹介される（時系列予報は関東地方の主要3地点と東海3県の県庁所在地を表示）。5時台は全国の予報を中心に伝える（但し、ネットしている岡山県・香川県、長崎県の予報は表示されておらず、山梨県と静岡県は5時台の関東地方の予報の中でのみ表示される）。ローカル差し替えは行われていない。
はやスポ!
前日のスポーツニュースをコンパクトに伝える。
Nスタ、NEWS23で放送された映像を再編集して放送していた。
新聞コーナー
スポーツ紙の内容を中心に紹介する「スポーツ紙一面チェック」、一般紙の内容を中心に紹介する「朝刊一面チェック」など、番組内で3回程度あるが、それぞれコーナー名が異なる。
また、エンターテインメント関連の情報・記事紹介コーナーとして「はやドキ!エンタメ」「はやドキ!エンタメワイド」があり、基本的には新聞紹介と絡めてエンターテインメント関連情報を伝えている。
はやドキワード
日々のニュースから発生する言葉（＝ワード）を解説する。放送は不定期で、特に月曜日が多かった。
NEWSアイキャッチ
前日のニュース23で放送されたものの(事実上)再放送。前日のニュースから、特に掘り下げたいニュースを紹介する。放送は不定期で、はやドキワードが放送される日は休止となる。ただし「ワード」「アイキャッチ」共に休止になる日もあった。
ぐでたま占い
12星座をイメージした、12のぐでたまが当日の運勢を紹介する。4:38に放送（かつては5時台にも放送されていた）。※東海地方では放送されない曜日があった。

### 過去のコーナー
ひもとき!エコノミクス
『早ズバッ!ナマたまご』→『はやチャン!』時代から引き継がれたコーナー。日本経済の歴史を紐解きながら、経済をわかりやすく解説するコーナーで事前に収録されたVTRを放送する。スマートフォン向けサイトの「日経サプリ with TBS」とのコラボレーション企画でもあったため、放送済みの動画は同サイトから配信された。
よみトキ!
ひもとき!エコノミクスをリニューアルしたコーナー。内容は「ひもとき」とほぼ同じだが、記者解説は撤廃。4時台前半に放送された。2017年3月終了。
エンタメまるごと劇場
エンタテイメント関連のコーナー。1名（1組）のアーティストを詳しく紹介する企画や、女性アナウンサーが取材を担当する企画などを日替わりで放送する。
2015年12月には、『悪党たちは千里を走る』（2016年1 - 3月期に「水ドラ!!」枠で放送されたムロツヨシ主演の連続ドラマ）とのコラボレーション企画を放送。「（ムロが演じる）ディレクター・高杉篤郎とかつて交際していた」という設定の小悪魔な妊婦役での出演を目標に、当時の女性レギュラーアナウンサーから林、笹川、上村、宇内がオーディションに臨んだ。その結果、林がこのドラマで女優デビューを果たした。

## ネット局と放送時間
- 前番組『はやチャン!』と同様に、全編ローカルセールス枠のため、TBSテレビ以外の通常時○もしくは△とする局でも編成の都合により、臨時に全編または一部時間帯を×に変更する場合がある一方、通常時×とする局でも非常事態等発生時や特別編成実施時を中心に臨時に全編または一部時間帯を○あるいは△に変更する場合があった。
- 「新春スペシャル」における放送局のネット変更は以下の通り。
  - 2018年1月3日…「新春スペシャル」を、通常時ネット局のCBCテレビ、毎日放送、山陰放送が臨時に×に変更した一方で、通常時×である北海道放送、テレビ山口が臨時に○に変更し、先述以外の通常ネット局（TBSテレビ、静岡放送、山陽放送〈現:RSK山陽放送〉、RKB毎日放送、長崎放送）を含めた7局ネットにて放送。
  - 2019年1月3日…「新春スペシャル」を、通常時ネット局のCBCテレビ、毎日放送、山陰放送、チューリップテレビが臨時に×に変更した一方で、通常時×の北海道放送、テレビ山口が臨時に○に変更し、先述以外の通常ネット局（TBSテレビ、静岡放送、山陽放送〈現:RSK山陽放送〉、RKB毎日放送、長崎放送）を含めた7局ネットにて放送。

- ネット局では時刻表示を行っていたが、「番組（ネット）送出はしない」というTBS系列の時刻表示運用ルールのため各局別（ローカル）送出となっており、TBSテレビと一部ネット局では天気ループも各局別で送出していた。

- ネット状況について
  - ○…フルネット
  - △…5時台において5:25飛び乗りでネット
  - ×…非ネット

2021年6月28日から2021年9月30日まで
| 放送対象地域  | 放送局                    | 系列    | ネット開始日    | 放送時間（JST・東京発） | 放送時間（JST・東京発） | 備考 |
| 放送対象地域  | 放送局                    | 系列    | ネット開始日    | 4時台 4:25 - 5:00 | 5時台 5:00 - 6:00 | 備考 |
| ------------- | ------------------------- | ------- | --------------- | --- | --- | --- |
| 関東広域圏    | TBSテレビ（TBS）          | TBS系列 | 2015年3月30日 - | ○ | ○ | 【制作局】 |
| 中京広域圏    | CBCテレビ（CBC）          | TBS系列 | 2015年3月31日 - | ○ | ○ | - 2015年5月4日からは5時台を、2016年11月22日からは4時台を○に各々変更。 - 途中自社制作ミニ番組『ボイメン体操』を放送。 - 2020年4月6日以降、系列局では火曜-金曜は制作局以外の全ネット局で唯一、通常時編成で4時台が○となっていた。 - 4時台は番組開始から2016年11月21日までは×。5時台は2015年5月1日までは火曜 - 金曜のみ5:15飛び乗り。 |
| 福岡県        | RKB毎日放送（RKB）        | TBS系列 | 2015年3月30日 - | 月曜…○火曜 - 金曜…× | ○ | - 2016年7月6日から月曜のみ4時台を○に変更。 - 7月15日が平日に当たる日に『勇壮!博多祇園山笠!』放送及び年に1 - 2回程度、大規模な放送機器メンテナンス実施時や、年末の最終数日間を自主編成枠に当てる日は臨時に×に変更。 - 4時台は番組開始から2016年6月29日までは×。                                                                    |
| 静岡県        | 静岡放送（SBS）           | TBS系列 | 2016年10月3日 - | × | ○ | |
| 近畿広域圏    | 毎日放送 （MBS）          | TBS系列 | 2015年3月30日 - | - 第93回選抜高等学校野球大会期間中（2021年3月23日 - 4月1日）の平日で、前日に試合が開催された場合には、5:25から『みんなの甲子園』（自社制作による大会のダイジェスト番組）を放送した関係で、5時台を臨時に5:25飛び降りに変更。 | ○ | |
| 鳥取県 島根県 | 山陰放送（BSS）           | TBS系列 | 2015年3月30日 - | - 2017年10月3日から5時台を○に変更。 - 番組開始から2017年9月29日までは5:15飛び乗り。 | ○ | |
| 岡山県 香川県 | RSK山陽放送（RSK）        | TBS系列 | 2020年9月28日 - | - 2020年9月28日から5時台を再度○に変更。 - 5時台は番組開始から2015年9月25日までは5:15飛び乗り。2015年9月28日から2020年6月30日までは○。2020年7月1日から9月25日までは×。                                                       | ○ | |
| 愛媛県        | あいテレビ（itv）         | TBS系列 | 2020年1月6日 -  | - 2021年6月28日から5時台を○に変更。 - 5時台はネット開始から2021年6月28日までは△。 | ○ | |
| 北海道        | 北海道放送（HBC）         | TBS系列 | 2020年1月6日 -  | △ | - 2020年10月12日は同局の新社屋移転のため5時台を臨時に×に変更。 | |
| 青森県        | 青森テレビ（ATV）         | TBS系列 | 2020年1月6日 -  | △ | | |
| 岩手県        | IBC岩手放送（IBC）        | TBS系列 | 2020年1月6日 -  | △ | | |
| 宮城県        | 東北放送（TBC）           | TBS系列 | 2020年1月6日 -  | △ | | |
| 山形県        | テレビユー山形（TUY）     | TBS系列 | 2020年1月6日 -  | △ | | |
| 福島県        | テレビユー福島（TUF）     | TBS系列 | 2020年1月6日 -  | △ | | |
| 山梨県        | テレビ山梨（UTY）         | TBS系列 | 2020年1月6日 -  | △ | | |
| 新潟県        | 新潟放送（BSN）           | TBS系列 | 2020年1月6日 -  | △ | | |
| 富山県        | チューリップテレビ（TUT） | TBS系列 | 2018年4月2日 -  | △ | - 2020年1月6日から5時台を△に変更。 - 5時台はネット開始から2019年12月27日までは○。                                                                                                 | |
| 石川県        | 北陸放送（MRO）           | TBS系列 | 2020年1月6日 -  | △ | - 2020年3月13日は4時台・5時台ともに臨時に○に変更。 | |
| 広島県        | 中国放送（RCC）           | TBS系列 | 2020年1月6日 -  | △ | | |
| 山口県        | テレビ山口（tys）         | TBS系列 | 2020年7月6日 -  | △ | - 2020年7月6日から5時台を再度△に変更。 - 5時台は番組開始から2017年3月31日までは○、2020年1月6日から2月28日までは△、2017年4月3日から2019年12月27日まで及び3月2日から7月3日までは×。 | |
| 高知県        | テレビ高知（KUTV）        | TBS系列 | 2020年1月6日 -  | △ | | |
| 長崎県        | 長崎放送（NBC）           | TBS系列 | 2015年10月1日 - | △ | - 2021年3月29日から5時台を△に変更。 | |
| 熊本県        | 熊本放送（RKK）           | TBS系列 | 2020年1月6日 -  | △ | | |
| 大分県        | 大分放送（OBS）           | TBS系列 | 2020年1月6日 -  | △ | | |
| 鹿児島県      | 南日本放送（MBC）         | TBS系列 | 2020年1月6日 -  | △ | | |
| 沖縄県        | 琉球放送（RBC）           | TBS系列 | 2020年1月6日 -  | △ | | |
| 長野県        | 信越放送（SBC）           | TBS系列 | 2020年1月6日 -  | 月曜 - 木曜…△金曜…× | - 2021年4月2日から金曜のみ5時台を×に変更。 | |
| 宮崎県        | 宮崎放送（MRT）           | TBS系列 | 2020年1月6日 -  | 月曜 - 木曜…△金曜…× | | |

### 放送時間の変遷
| 期間      | 期間       | 放送時間（日本時間）     |
| --------- | ---------- | ------------------------ |
| 2015.3.30 | 2016.3.25  | 平日 4:00 - 5:30（90分） |
| 2016.3.28 | 2019.12.27 | 平日 4:00 - 5:25（85分） |
| 2020.1.6  | 2020.3.27  | 平日 4:25 - 5:50（85分） |
| 2020.3.30 | 2021.9.30  | 平日 4:25 - 6:00（95分） |

## 放送休止・時間変更
- 毎年4月の『マスターズゴルフ』期間中[注 19]は全編休止となる。また、2015年・2016年は夏の『全米プロゴルフ選手権』期間中でも同様に全編休止となっていた。

### ゴルフ中継以外の事象による特別編成
2015年
- 12月31日：年末特別編成のため、全編休止。

2016年
- 1月1日：年始特別編成のため、全編休止。
- 4月15日：前日夜に発生した平成28年熊本地震（前震）関連の報道特別番組のため、全編休止。
- 8月9日：『リオデジャネイロオリンピック2016』中継のため、全編休止。

2017年
- 1月2日：年始特別編成のため、全編休止。
- 1月3日：「新春スペシャル」として、6:00 - 8:00に繰り下げ・拡大。なお、この日は当時の通常時ネット局の一部がネットしなかった一方、当時の通常時非ネット局の一部でネットした局があった。
- 3月20日：5:00 - 7:00に『WBC日本代表強化試合』中継を放送のため、5時台を休止（4時台は通常通り）。
- 8月7日 - 11日・14日：前日深夜から当日朝にかけて『世界陸上ロンドン2017』中継を放送のため、全編休止。
- 9月4日・11日：当日未明から早朝にかけて、TBSテレビにおいて大規模な放送機器メンテナンスが行われたのに伴い5:00頃まで放送を休止していたため、4時台を休止（5時台は通常通り）。
- 10月2日：当日未明から早朝にかけて、TBSテレビにおいてマスター更新を含む大規模な放送機器メンテナンスが行われたのに伴い5:25頃まで放送を休止していたため、全編休止。

2018年
- 1月1日・2日：年始特別編成のため、全編休止。
- 1月3日：「新春スペシャル」として、6:00 - 8:00に繰り下げ・拡大。なお、この日は当時の通常時ネット局の一部がネットしなかった一方、当時の通常時非ネット局の一部でネットした局があった。
- 6月25日：2:40 - 5:25に『サッカー・FIFAワールドカップロシア2018 予選リーグ・H組「ポーランド×コロンビア」』中継を放送のため、全編休止。
- 9月6日：番組開始前の3:08頃に発生した北海道胆振東部地震関連のJNN緊急報道特別番組のため、急遽全編休止。
- 12月31日：年末特別編成のため、全編休止。

2019年
- 1月1日・2日：年始特別編成のため、全編休止。
- 1月3日：「新春スペシャル」として、6:00 - 8:00に繰り下げ・拡大。なお、この日は当時の通常時ネット局の一部がネットしなかった一方、当時の通常時非ネット局の一部でネットした局があった。
- 9月30日 - 10月4日：前日深夜から当日朝にかけて『世界陸上ドーハ2019』中継を放送のため、全編休止。
- 12月30日・31日：年末特別編成のため、全編休止。

2020年
- 1月1日 - 3日：年始特別編成のため、全編休止。
- 12月28日 - 31日：年末特別編成のため、全編休止。

2021年
- 1月1日：年始特別編成のため、全編休止。

## スタッフ
- プロデューサー：岡崎吉弘、大岡大介、本田三奈、中山正広、後藤誉文
- 演出：秋山健太、宮川剛史
- 制作協力：TBS SPARKLE
- 製作著作：TBS